# Dyllón Burnside
Dyllón Burnside (Miami, 27 de janeiro de 1989) é um ator e cantor americano. Ele é mais conhecido por interpretar Ricky em Pose.

## Filmografia

### Cinema
| Ano  | Título                                  | Papel       | Notas          |
| ---- | --------------------------------------- | ----------- | -------------- |
| 2016 | Misunderstood                           | Sin         | Curta-metragem |
| 2017 | Central Park                            | Christian   |                |
| 2018 | Yinz                                    | Shane       |                |
| 2023 | Wild Goat Surf                          | Jason Beaus |                |
| 2025 | Fighting to Be Me: The Dwen Curry Story | Dwen Curry  |                |
| 2025 | Orion's Quest                           | Orion       | Curta-metragem |

### Televisão
| Ano       | Título                                     | Papel           | Notas               |
| --------- | ------------------------------------------ | --------------- | ------------------- |
| 2014      | High Maintenance                           | Lionel          | Episódio: "Genghis" |
| 2014      | Peter Pan Live!                            | Prickles        | Telefilme           |
| 2018-2021 | Pose                                       | Ricky           | 21 episódios        |
| 2021-2024 | American Horror Stories                    | James / Malcolm | 2 episódios         |
| 2022      | Dahmer – Monster: The Jeffrey Dahmer Story | Ronald Flowers  | 4 episódios         |

### Teatro
| Ano  | Título                    | Papel   | Notas    |
| ---- | ------------------------- | ------- | -------- |
| 2014 | Holler If Ya Hear Me      | Anthony | Broadway |
| 2021 | Thoughts of a Colored Man | Love    | Broadway |

## Discografia

### Singles
- 2020: "Silence"
- 2021: "Heaven" (com Daley)
- 2022: "Superpowers"

### Vídeos musicais
- 2020: "Silence"
- 2021: "Heaven" (com Daley)
- 2022: "Superpowers"